# Reni Aleksandrova
Reni Aleksandrova Gajtandžieva, (en búlgaro: Рени Александрова Гайтанджиева) conocida simplemente como Reni, es una cantante búlgara y una de las más populares cantantes de Turbo-folk de los balcanes.

## Biografía

### Inicios y debut
Reni, nace el 29 de mayo de 1976 en la localidad de Pleven, sus primeros pasos como cantante los dio como corista del grupo Riton y posteriormente de otro grupo menos popular llamado Oxygen.
En 1991, Reni comienza a entrar en el mundo de la música de forma definitiva, y entra a formar parte del grupo vocal DOKTOR DOKTOR, con el cual, durante siete años, tuvo un gran éxito en Escandinavia y otros países como Israel o Chipre. fue durante este periodo durante el cual la cantante comienza a tener contacto con el Turbo-folk serbio, sobre todo con muchos de los productores y cantantes de Grand Productions, discográfica muy ligada a Payner Music, este último, es el sello con el cual, Reni firmaría su primer contrato discográfico en solitario, y es la compañía a la que pertenecería hasta el 2005.
De este modo, a mediados de 1998, Reni publica su álbum de debut, que fue titulado: "Iskam te" (Te deseo), que fue un gran éxito en Bulgaria, por lo que en solo en cuestión de días, se convirtió en una diva, hasta el punto en el cual su popularidad llegó a salirse de su país natal, llegando a escharse sus canciones en la vecina Serbia, lo cual hizo, que sus relaciones con Grand production, se estrecharan mucho más, por lo que firma un contrato paralelo al que contrajo con Payner Music el año siguiente.

### Éxito
A principios de 1999, Reni saca al mercado su primer álbum en serbio, para el cual contó con la colaboración de prestigiosos productores tanto búlgaros com serbios. El éxito más importante del primer álbum serbio, fue "Slovodna kao ptica" (libre como un pájaro). Su éxito, también fue muy grande, pudiendo así complacer a sus fanes serbios. De forma simultánea, estuvo trabajando en la preparación de su segundo álbum en búlgaro, que fue titulado "Kato ptica", el cual contiene la versión búlgara de "Slovodna kao ptica", cuyo éxito, supodría la consagración de Reni en el panorama Turbo-folk tanto búlgaro como serbio.
Durante el año 2000, la cantante estuvo trabajando en su tercer álbum en búlgaro, y su segundo en serbio, álbumes que aparecieron en el 2001 y cuyo single principal para ambos, fue el hit: "Opasno te volim", cuya versión búlgara se titularía "Vljubih se opasno". Para el álbum serbio, Reni cuenta con la producción de Era Ojdanić, conocidísimo folclórico serbio.
 Ese mismo año, la intérprete se embarca en una gira serbo-búlgara, en la cual, Reni, recorrió de arriba abajo, toda la geografía de ambos países, interpretando sus éxitos más importantes de aquel momento como "Mercedes" o "Plakala sâm". La gira concluyó a finales del 2002, fecha a partir de la cual la cantante se pondría a trabajar en sus dos siguientes discos, que aparecerían un año después.
En el 2003, Reni publica su tercer álbum en serbio y pocos meses después aparece su cuarto álbum en búlgaro, el más vendido de su carrera, que fue titulado "Kakvo e obič" (como es el amor), cuyo arrollador éxito comenzó a sentirse incluso en Croacia y Bosnia y Hercegovina.
Este mismo año, la cantante comienza a hacer sus pinitos como actriz en una comedia serbia, titulada "Ivkova slava".
En el 2004, Reni solo publica un álbum en búlgaro, titulado "Iskaj me"(Deséame). Durante este tiempo, la intérprete se embarca en una gira por Bulgaria junto con otras estrellas de Payner Music.

### Cambio de discográficas
A principios del año 2005, Reni anuncia su ruptura con la que hasta entonces era su discográfica, lo cual la sumió en una grave depresión, ya que se perdió su vínculo con Grand production, por lo que estuvo inactiva durante año y medio.
Solamente a finales del 2006, comenzó a trabajar en su nuevo álbum, rodeándose de nuevos colaboradores y experimentando con nuevos sonidos, alejándose del Turbo-folk, y acercándose más al Pop y a la música electrónica. Este nuevo disco, aparecería a mediados del 2007, titulado "Viž me" (Mírame), publicado con Orphey music, su nueva discográfica a partir de entonces. Las canciones de este disco, que se convirtieron en singles, fueron: "Gorčivo i sladko" (Dulce y amargo), "Jerusalim" y "Sâmnavaj se v men". Un año después, la intérprete, vuelve de nuevo al mercado serbio, esta vez con la discográfica VIP, con la cual publica su cuarto álbum serbio, titulado "Opa Opa", a cuya presentación acudieron conocidas caras del Pop y el Turbo-folk serbio, como la cantante Sanja maletić o el grupo Trik FX.
A finales del año 2010, Reni decidió de nuevo cambiar de discográfica, siendo el sello Diapason Records, su nueva discográfica. En aquella nueva etapa, la vocalista publicó como sencillo, una versión en búlgaro de la canción "Shakhbat shakhabit", originalmente cantada por la cantante libanesa Nancy Ajram, que tuvo una mediana aceptación en Bulgaria.

## Galardones
- 1999: Premio a la cantante más rentable de Grand Production. (Serbia).[13]
- 2000: Premio a la cantante más exitosa fuera de Bulgaria, Revista Nov-Folk. (Bulgaria).[14]
- 2002: Premio de la academia fonográfica de Serbia a la canción, "Mercedes".[15]
- 2006: Premio del festival Pirin Folk, a la canción Moj bâlgarijo.[16]
- 2010: Premio de embajadora de la música búlgara.[17]

## Discografía

### Álbumes en búlgaro
- 1998: Iskam te
- 1999: Kato ptica
- 2001: Vljubih se opasno
- 2003: Kakvo e obič
- 2004: Iskaj me
- 2007: Viž me
- 2012: Neka njama kraj

### Álbumes en serbio
- 1999 Reni
- 2001 Reni01
- 2003 Reni03
- 2008 Opa Opa

### Recopilatorios
- 2005 The best

### DVD
- 2005 Reni 99-05
- 2008 Best new video